# Подвязново (Дмитровский городской округ)
Подвязново — деревня в Дмитровском районе Московской области, в составе сельского поселения Синьковское. Население — 52 чел. (2010). До 2006 года Подвязново входило в состав Бунятинского сельского округа.

## Расположение
Деревня расположена в западной части района, примерно в 20 км к западу от Дмитрова, на безымянном ручье, левом притоке рекиЯхромы, высота центра над уровнем моря 135 м. Ближайшие населённые пункты — Рогачёво на северо-западе, деревни Абрамцево с Микляево на юго-западе, Курьково на юге и Бунятино на юго-востоке. Через деревню проходит автодорога А108 (Московское большое кольцо).

## Население
| 2002 | 2006 | 2010 |
| ---- | ---- | ---- |
| 60   | ↘55  | ↘52  |